# Bob Foster
För roadracingföraren med samma namn se Bob Foster (roadracingförare).

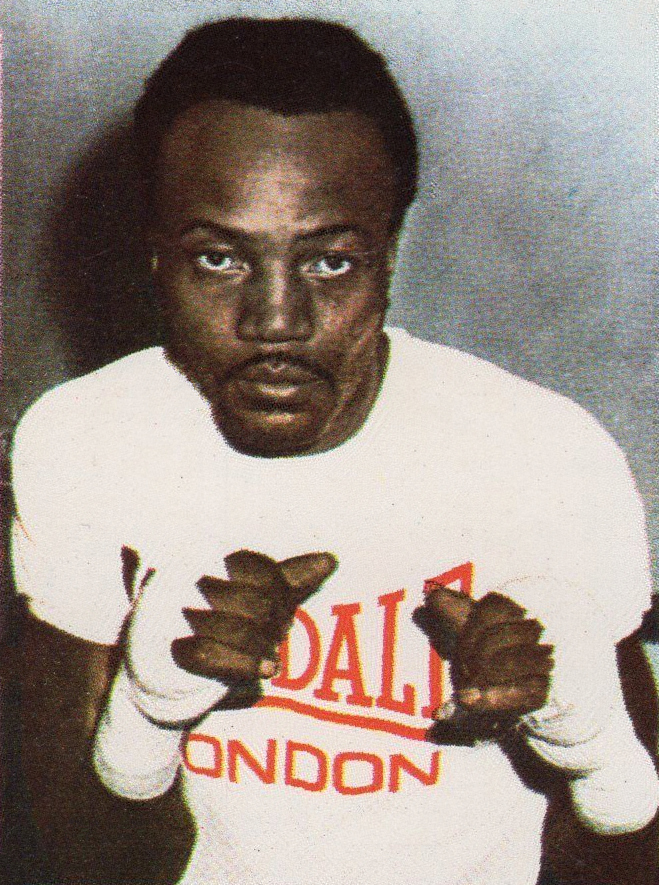
Bob Foster, 1972.

Robert "Bob" Foster, född 15 december 1938 i Borger, Texas, död 21 november 2015 i Albuquerque, New Mexico, var en amerikansk proffsboxare. Han var världsmästare i lätt tungvikt 1968-74, och abdikerade som obesegrad mästare. 1970 gjorde Foster ett misslyckat försök att erövra VM-titeln även i tungvikt. Mästaren Joe Frazier vann på K.O i rond 2. Foster återvände senare till boxningsringen för att försöka återta titeln, men efter en knockoutförlust mot den relativt okände Bob Hazelton 1978 bestämde Foster sig för att sluta för gott. Efter sin boxarkarriär blev Foster sheriff i sin hemstad Albuquerque.  
Fosters slutliga matchlista omfattar 56 segrar (46 på KO), 8 förluster (flera mot tungviktare) och 1 oavgjord match.
Foster som av många boxningsexperter anses vara den bäste boxaren genom tiderna i sin viktklass tränades av Eddie Futch.